# The Devil in the Dark
"The Devil in the Dark" é o vigésimo quinto episódio da primeira temporada da série de ficção científica Star Trek, que foi ao ar em 9 de março de 1967 pela NBC. Foi escrito pelo produtor executivo da série Gene L. Coon e dirigido por Joseph Pevney.
No enredo, o Capitão Kirk e Spock enfrentam uma estranha criatura subterrânea, responsável pela morte de 50 homens.

## Enredo
Na data estelar 3196.1, a nave estelar USS Enterprise é enviada para a colônia mineradora do planeta Janus VI para investigar relatórios de uma estranha criatura que recentemente destruíu equipamentos e matou 50 mineiros com uma poderosa substância corrosiva.
A curiosidade de Spock é despertada por um objeto esférico na mesa do supervisor da mina, Engenheiro Chefe Vanderberg, que explica que ela é uma das milhares nódulos de silício encontrados nos níveis recém abertos da mina, porém sem valor comercial.
Logo, outro guarda é morto e uma bomba de circulação, equipamento vital para o reator principal da colônia, é roubado. Infelizmente, toda a unidade está obsoleta, e nenhum substituto está disponível. O componente original deve ser encontrado em 48 horas ou o reator irá falhar, deixando a mina inabitável. Scotty improvisa um bomba substituta temporária. Spock sugere que a criatura possa ser uma forma de vida baseada em silício e assim seria resistente ao fasers de "Tipo I" carregados pelos colonos; entretanto, os fasers de "Tipo II" carregados pelo grupo de desembarque devem ser capazes de parar a criatura.
O grupo de desembarque começa a procurar no recém aberto Nível 23, onde os ataques começaram. Kirk e Spock logo encontram uma criatura que se parece com uma pedra parcialmente fundida. A criatura os ameaça e recebe um tiro direto de faser. Machucada, ela foge cavando um buraco através de rocha sólida. Spock examina um pedaço da criatura que se soltou no tiro de faser, determinando que é feito de silício e secreta um forte ácido que permite uma rápida movimentação pelas rochas. As leituras do tricorder de Spock mostram que há apenas uma criatura em um raio de 160 km e que se ela for a última de sua espécie, matá-la seria um crime contra a ciência, porém Kirk acredita que a mina é muito importante e a criatura muito perigosa para ser deixada viva.
A bomba improvisada de Scotty eventualmente falha e a colônia começa ser evacuada, porém o grupo de desembarque e alguns mineiros permanecem para procurar a bomba e a forma de vida. Kirk encontra uma câmara repleta de milhares de nódulos de silício. A criatura aparece e derruba o teto, prendendo Kirk. Ele contata Spock que, ao contrário de sua posição anterior, fala para Kirk matar a criatura imediatamente. Entretanto, Kirk percebe que a criatura não está o ameaçando, começando a "falar" com ela. A criatura se vira, mostrando um enorme ferimento em seu corpo.
Spock encontra um caminho para dentro da caverna e tenta realizar um elo mental, porém não consegue completar já que a criatura está em agonia por seu ferimento. Mesmo assim, ele descobre que a criatura chama a si mesmo de Horta. A partir de sua experiência no elo, a Horta ganha conhecimento suficiente para escrever as palavras "MATAR EU NÃO" em uma rocha. Entretanto, Kirk e Spock ficam incertos se isso significa, "Por favor, não me matem", ou "Eu não vou matar vocês".
Em uma tentativa para conseguir sua confiança, Kirk chama e ordena que o Dr. McCoy ajude a criatura enquanto Spock tenta realizar um novo elo mental. Ele descobre que a cada 50.000 anos toda a espécie da Horta morre, exceto por uma que permanece para proteger os ovos e atuar como uma mãe. Quando os mineiros entraram na incubadora, a Horta lutou do único modo que podia. McCoy chega e analisa a fisiologia da Horta, descobrindo que ela é feita praticamente de pedra, declarando: "Eu sou um médico, não um pedreiro!". Ela compreende que Kirk está tentando ajudá-la e diz que a bomba está no "Cofre do Amanhã".
Enquanto isso, Vanderberg e os mineiros são segurados por um bloqueio da segurança, porém sua paciência acaba e eles atacam os guardas, conseguindo passar. Kirk os impede de matar a criatura e explica que a Horta está simplesmente protegendo seus ovos, os nódulos de silício que os mineiros tem encontrado e destruído, que estão à beira de eclodir. Vanderberg se desculpa dos danos que seus homens causaram inadvertidamente, porém fica preocupado que agora haverá milhares de "coisas" se arrastando pela mina. Kirk devolve a bomba e afirma que a Horta é inteligente e pacífica e sugere que ela e seus filhos possam ajudar os mineiros a localizar novos depósitos de minerais em troca de paz. McCoy orgulhosamente afirma que ele ajudou a Horta usando termo-concreto, que é feito a base de silício, como uma bandagem. Spock faz novamente um elo mental com a Horta e ela concorda com a proposta. Spock menciona que o contato com a lógica Horta foi "curiosamente refrescante".
Enquanto a Enterprise se prepara para deixar a órbita, Vanderberg reporta que os ovos eclodiram e eles já estão encontrando novos depósitos de minerais. Ele diz que a Horta não é tão ruim uma vez que você se acostuma com sua aparência. Spock menciona que a Horta também achou a aparência humanoide revoltante, porém o vulcano ficou com a impressão de que ela achou as orelhas pontudas a característica mais atraente deles

## Remasterização
O episódio foi remasterizado em 2006 e foi ao ar em 23 de setembro de 2006 como parte da remasterização de 40 anos da série original. Foi precedido na semana anterior por "Miri" e seguido por "The Naked Time". Além da remasterização de áudio e vídeo, e das animações de computação gráfica da Enterprise que são padrões em todas as revisões, mudanças específicas para o episódio incluem:
- Um planeta Janus VI renderizado de forma mais foto realista
- Uma refinaria renderizada em 3D, mantendo o conteúdo original porém agora com mais realismo e profundidade.
- Quando a Horta encontra pela primeira vez Kirk e Spock, a rocha queima e se dissolve. Na versão original ela simplesmente ficava vermelha e desaparecia. Também é adicionado um efeito brilhante de calor e fumaça saindo da parede.

## Recepção
Zack Handlen da The A.V. Club deu ao episódio uma nota "A", descrevendo-o como clássico e notando quão bem escritos os papéis de Kirk, Spock e McCoy foram. Em 1995, a Entertainment Weekly elegeu "The Devil in the Dark" como o sexto melhor episódio de toda a série.
"The Devil in the Dark" é o episódio favorito de William Shatner, com o ator o descrevendo como "Empolgante, provocativo e inteligente, continha todos os ingredientes que constituíam nossos melhores exemplares de Star Trek".